# 12 octobre dans les chemins de fer
12 septembre 12 novembre
Chronologies thématiques
- Croisades
- Sports
- Disney

Cette page concerne les événements qui se sont déroulés un 12 octobre dans les chemins de fer.

## Événements

### XXesiècle
- 1942. France : prolongement de la ligne 5 du métro de Paris entre Gare du Nord et Église de Pantin (à l'exception de la station Ourcq, ouverte le 21 mars 1947).

### XXIesiècle
Mise en service du MP14

## Décès
- 1859 : mort de Robert Stephenson